# Black Angels (Crumb)
Black Angels es una obra para "cuarteto de cuerda amplificado" por el compositor vanguardista americano George Crumb . Fue compuesta en el transcurso de un año y está fechada "viernes 13, marzo de 1970".  La pieza es notable por su instrumentación no convencional, que requiere instrumentos de cuerda eléctrica, un arsenal de sonidos incluyendo gritos, cantos, silbidos, susurrante, gongs, maracas, y copas de cristal. La puntuación tiene dos inscripciones: " in tempore belli " (en tiempo de guerra) y "Terminado el viernes la decimotercera, de marzo de 1970."
Black Angels está dirigido principalmente  en palabras de Crumb como "cuarteto de cuerda eléctrica." La música utiliza los registros extremos de la estructura del instrumento, así como las técnicas extendidas como inclinándose sobre el diapasón por encima de los dedos y tocando las cuerdas con dedales. En ciertos momentos de la música, los intérpretes están obligados incluso a hacer sonidos con la boca y hablar.
Cada uno de los intérpretes de la secuencia también se le asigna un conjunto de instrumentos para que toquen en toda la pieza. Algunos de los equipos requiere una preparación específica, tales como los vasos de cristal, que están sintonizados con diferentes cantidades de agua.
Violín 1
- maraca
- 7 vasos de cristal
- 6 "varilla de vidrio
- 2 de metal dedales
- selección de metal (clip)

Violín 2
- 15 "suspendida tam-tam y mazo
- contrabajo arco (para su uso en tam-tam)
- 7 vasos de cristal
- 6 "varilla de vidrio
- 2 dedales metálicos
- selección de metal (clip)

Viola
- 6 vasos de cristal
- 6 "varilla de vidrio
- 2 dedales metálicos
- recogida de metales

Violonchelo
- maraca
- 24 "suspendida tam-tam, mazos blandos y duros
- arco de contrabajo

## Etapa de posicionamiento
Crumb incluye un diagrama que coloca a los cuatro músicos en una formación en forma de caja. Violín eléctrico II y violonchelo eléctrico se encuentran cerca de la derecha y el fondo del escenario a la izquierda, respectivamente, con sus tam-tam entre ellos. Violín eléctrico I y Viola eléctrica están cerca del proscenio de la derecha y del proscenio izquierdo, respectivamente, pero están un poco más separados que los otros dos músicos con el fin de permitir la plena vista del cuarteto. Violín I, violín II y Viola tienen un conjunto de vasos de cristal cerca de ellos, mientras que el violín y violonchelo que tienen en  el fondo del escenario maracas cerca de ellos. Cada uno de los cuatro músicos tiene un altavoz al lado de él o ella.
- Datos: Q963793